# Gacsály
Gacsály là một thị trấn thuộc hạt Szabolcs-Szatmár-Bereg, Hungary. Thị trấn này có diện tích 19,82 km², dân số năm 2010 là 903 người, mật độ 46 người/km².